# Rosjni-Tsjoe
Rosjni-Tsjoe (Russisch: Рошни-Чу) is een dorp (selo) in het district Oeroes-Martanovski van de Russische republiek Tsjetsjenië op 23 kilometer ten zuidwesten van Grozny. De plaats had 4244 inwoners bij de Russische volkstelling van 2002.
Op 8 juli 1995 werd de plaats gebombardeerd door vliegtuigen, waarbij meer dan 20 burgers om het leven kwamen. Het Russische Leger verklaarde eerst dat het om Azerbeidzjaanse vliegtuigen ging, toen om Georgische en uiteindelijk dat men niet wist waar de vliegtuigen vandaan kwamen. Later werd verklaard dat het leger dacht dat Dzjochar Doedajev zich in de plaats bevond, wat het motief zou zijn geweest voor de Russische Luchtmacht om de plaats aan te vallen.